# 顾传玠

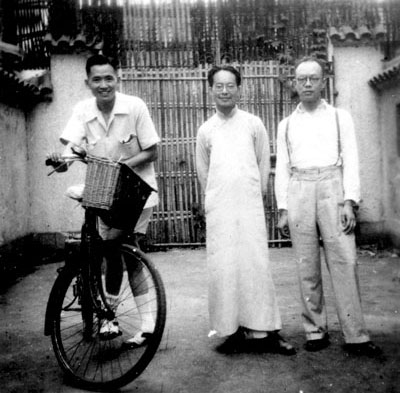
顾传玠與他的襟兄弟周有光、沈從文於1946年

顾传玠（1910年1月—1965年1月6日），本名时雨，后改名志成，江苏苏州人，昆曲名家、传字辈演员。

## 生平
1921年8月，进入昆剧传习所学习昆曲，师承沈月泉，工小生。在此期间，他成绩优异，在上海滩号称“第一小生”。后在严惠宇资助下，考入金陵大学农科，是昆曲传字辈中唯一进入高校学习的。1939年与张元和结婚。1949年5月，举家移居台湾台中市。1965年因肝硬化及肺炎的并发症去世。
顾传玠的夫人张元和是合肥四姐妹之一。夫妻二人育有一子一女，分别为顾圭、顾珏。顾传玠的兄长顾传琳同为昆曲传字辈演员。